# アキュラ・RLX
RLX（アールエルエックス）は、本田技研工業が生産し、アキュラブランドで販売されたセダン型の乗用車である。

## 概要
アキュラ・RL（日本名：ホンダ・レジェンド）の後継車種で、生産はRLに引き続き埼玉製作所で行われる。モデルチェンジにあたり、前輪駆動（FF）と全輪駆動（AWD）の2つのモデルに大別された。
2012年4月4日のニューヨークオートショーにて、アキュラのフラッグシップセダンのコンセプトモデル「RLXコンセプト」として世界初公開。量産車は2012年11月28日のロサンゼルスオートショーでFF車が初公開された。FF車は「Precision All-Wheel Steer」と呼ばれる四輪操舵システムを搭載し、2013年春より全米で販売を開始した。「SPORT HYBRID SH-AWD」を搭載したハイブリッドAWD車は、当初2013年後半発売と発表されたが、のちに2014年春の発売と発表された。しかしながら技術的問題によりさらに発売は延期され、AWD車の2014年モデルは2014年9月26日より販売を開始した。これら延期の影響によりハイブリッド車には2015年モデルが存在しないこととなった。

### デザイン
エクステリアはアキュラ・ILXに続き「Aero-fused」をデザインモチーフとし、空力を重視した流線形デザインとなっている。10個のLEDモジュールと上下ペア計20個のレンズを備える「ジュエルアイ」ヘッドライトを全グレードに標準装備し、アキュラブランドの新たなデザインとして取り入れている。テールライトもリング状のLEDアレイを用いた特徴的なものを採用した。
ボディサイズはRL比で全長はほぼ変わらないが、全幅は43 mm拡大されたほか、ホイールベースが50 mm拡大し、後部座席の足元など室内空間がより拡大された。
熱間スタンプ材をはじめとしたハイテン材やアルミニウムを多用し、剛性を高めつつ重量増加を抑えた。ドアはアルミニウム合金のアウターパネルと鋼のインナーパネルを組み合わせた「ハイブリッドドア」を量産車で初めて採用した。フロントサスペンションは、新しくロワーダブルジョイントアームを採用したダブルウィッシュボーン式サスペンションを搭載。ダンパーはILXやアキュラ・RDXにも搭載されている、2つのピストンバルブを持つ振幅リアクティブダンパーを採用。EPSはアキュラでは初採用となる可変ギア比ベルト式が用いられた。エンジンはi-VTEC・直噴・VCMなどを採用した3.5L・V型6気筒の「J35Y型」で、アキュラブランドでは初となる「EARTH DREAMS TECHNOLOGY」ラインの機種。最高出力は310hpを発生し、気筒休止はリアバンクの3気筒を止める2ステージで、前輪駆動モデルではこのエンジンに6速ATを組み合わせる。VSAのコンポーネントを生かし、旋回中に前後の内輪側にブレーキを掛ける「Agile Handling Assist」を採用する。

### P-AWS
FF車に搭載される「Precision All-Wheel Steer（P-AWS）」は、様々な走行状況のパラメータを元に電動アクチュエーターで後輪のトー角を左右独立し、実時間制御するシステムである。旋回時には逆位相制御に加えて、アンダーステア低減制御が行われる。高速走行の車線変更などでは同位相、ブレーキング時には左右トーインとなり安定性を向上させる。最大切れ角は1.8度。

### SPORT HYBRID SH-AWD
「SPORT HYBRID SH-AWD」はリチウムイオン電池を使用するハイブリッドAWDで、モーターを内蔵した7速DCTが搭載される。DCTに内蔵されるフロントモーターは35 kW/3,000 rpm、109 lb-ft/500-2,000 rpmを発生。リアには左右2つのモーターが独立して左右後輪を駆動するTMU（Twin Motor Unit）を搭載し、プロペラシャフトがないトルクベクタリング4WDを実現している。リアモーターはそれぞれ27 kW/3,600 rpm、54 lb-ft/0-2,000 rpmを発生。エンジンと合わせたシステム出力は377 hpとなる。モータートルクはそれぞれダブルピニオン式遊星歯車によって約1/9に減速されてタイヤに伝わる（リングギアに入力されプラネタリーキャリアから出力）。ユニット中央には湿式多板ブレーキとワンウェイクラッチが備わり、通常走行時はワンウェイクラッチ、回生時、後進時は湿式多板ブレーキがリングギアを固定する。120 km/h以上の高速走行ではリングギアがフリーとなり、モーターの回転数超過を防ぐ。リングギアがフリーとなっても、左右リングギアがつながっておりトルクが消し合い定速回転するため、トルクベクタリングが可能。
走行モードは6つあり、路面状況によって後輪を駆動する。バッテリーが十分であれば低速時や発進時にはリアモーターのみで走行する。フロントモーターによる補助は急発進時などに行われるが、通常のエンジンドライブモード時には主に発電機として機能する。エンジンはアイドルストップシステムも搭載。EPA推定燃費は28/32/30 mpgとFFモデルに対し総合モードで25%の燃費向上を果たしている。トランクに搭載されるIPU (Intelligent Power Unit) には72セル、1.3 kWh、260 V出力のリチウムイオン二次電池を採用している。

### インテリア
インテリアでは、センターコンソールに備えた8インチナビスクリーンに加え、「On Demand Muliti-Use Display（ODMD）」と呼ばれる7インチのタッチパネルディスプレイが備わり、オーディオコントロールなどさまざまな機能を使用できる。また、クラウドベースとなった双方向通信機能付きの次世代Acura Linkを初搭載し、Acura LinkのWebサイトや携帯端末からの設定、カスタマイズが可能となっている。エアバッグシステムは運転席側にニーエアバッグが追加され、計7つとなった。4WD車ではシフトノブに代わり電子式ギアセレクターを採用。トランク容量は11.6立方フィートとFFモデルの14.9立方フィートより小さくなる。

### グレード
グレードは「RLX」、「RLX with Navigation」、「RLX with Technology」、「RLX with Krell Audio」、「RLX with Advance」の5つ。2014年9月発売のSport Hybrid SH-AWD車は「With Technology Package」と「with Advance Package」が選択できる。
「RLX with Technology」より上位のグレードでは、19インチと1インチアップしたノイズ低減ホイールやブラインド・スポット・インフォメーション（BSI）を搭載。また「RLX with Krell Audio」より上位のグレードではKrell社と共同開発した14スピーカーのKrell Audio Systemを初採用する。
最上位の「RLX with Advanced」に搭載されるアダプティブ・クルーズ・コントロール（ACC）には、新たに40 km/h以下で機能する低速追従機能が追加された。前方車両が停止すると自車も停止し、前方車両の発進時にはディスプレイで通知を行い、アクセルペダルの踏み込みおよびステアリングスイッチの操作で追従を復帰する。前席シートベルトの「e-プリテンショナー」は、新たに通常ドライビング中のコーナーでのヨー変化に対応し、テンションを調節する。その他追突被害軽減ブレーキ (CMBS)、レーンキープアシストシステム(LKAS)などを採用する。
SPORT HYBRID SH-AWD車ではヘッドアップディスプレイを採用。速度表示やナビゲーション、SH-AWDの駆動力配分モニタやタコメーター、コンパス、クルーズコントロールやLKAS情報、FCW（前方衝突警報）などさまざまな情報を表示する。さらにSH-AWD専用装備としてリアクティフフォースペダル、後部座席足元照明、LEDフォグライト、専用19インチホイールなどがある。

### 2016年モデル
2015年3月より2016年モデルの販売を開始した。ハイブリッド車は遅れて2016年春に発売予定。2016年モデルでは乗り心地やハンドリンク特性、NVH性能の向上のための細かな改良が加えられた。リアスタビライザーの剛性が下げられ、前後サスペンションの減衰力とスプリングレートも下げられた。ダンパーのピストンロッド径を大きく、フロントサスペンションのアッパーマウント、リアサスペンションのバンプストップが改良された。
FFモデルではグレードが「RLX with Navigation」、「RLX with Technology Package」、「RLX with Advance Package」の3つに整理された。ホイールサイズは全車19インチとなった。ACCやCMBS、LKASなど先進の安全装備をセットにしたAcuraWatchが上位の2つのグレードで標準装備、Navigationでオプション設定される。AcuraWatchのRDM（路外逸脱抑制機能）とクロストラフィックモニターはRLX初搭載となる。Advanceパッケージにて4つのカメラで駐車時など周囲の360度視界をモニターに作りだす「Surround View Camera3」がアメリカで初搭載された。
2020年に販売を終了したが、日本向けであるレジェンドは継続販売する。
2021年12月24日をもってレジェンドも生産終了した。